# Max Beesley
Pour les articles homonymes, voir Beesley.
Maxton Gig Beesley, Jr., plus connu sous le nom de Max Beesley, né le 16 avril 1971 à Brunage, Manchester, en Grande-Bretagne, est un acteur et musicien britannique.

## Carrière
Beesley est devenu célèbre en jouant dans le feuilleton télévisé The History of Tom Jones, en 1997.
Il a joué dans beaucoup de films, au Royaume-Uni et aux États-Unis, jusqu'à son rôle majeur en 2001 : Il est apparu aux côtés de Mariah Carey dans le film Glitter, qui a été un échec aussi bien du point de vue critique que commercial. L'acteur a d'ailleurs reçu le Razzie Award du plus mauvais second rôle. 
En Grande-Bretagne, il est surtout connu pour être le héros de la série Bodies diffusée sur BBC Three entre 2004 et 2007.
Dans la série Hôtel Babylon, diffusée sur BBC One, il tient le rôle de Charlie Edwards, directeur adjoint du Babylon. Il quitte la série au cours de la troisième année, à la suite de son déménagement pour Los Angeles.
Il joue ensuite dans la série Survivors, dans laquelle il tient le rôle de Tom Price.
Puis il joue dans la série Mad Dogs.

## Filmographie

### Cinéma
- 1999 : Le Match du siècle de Mick Davis
- 2022 : Operation Fortune: Ruse de guerre de Guy Ritchie : Ben Harris

### Télévision
- 2004-2006 : Bodies : Dr Rob Lake
- 2006-2008 : Hôtel Babylon : Charlie Edwards
- 2008-2010 : Survivors : Tom Price
- 2011-2013 : Mad Dogs : Woody
- 2017 : L'Histoire de l'Amérique en couleur : narrateur
- 2018: Suits : Avocats sur mesure : Stephen Huntley (saison 3)
- 2017-2019 : Jamestown : Henry Sharrow
- 2020 : L'Outsider : Seale Bolton[2]
- 2023 : Hijack : DI Daniel O'Farrel
- 2024 : The Gentlemen : Henry Collins